# Portada/article juny 2

## Acrocantosaure
L'acrocantosaure (Acrocanthosaurus) és un gènere de dinosaure teròpode al·losauroïdeu que visqué en el que actualment és Nord-amèrica a mitjans del període Cretaci, entre fa aproximadament 125 i 100 milions d'anys. Com la majoria de gèneres de dinosaure, Acrocanthosaurus només conté una única espècie, A. atokensis. Les seves restes fòssils provenen principalment dels estats d'Oklahoma i Texas (Estats Units), tot i que s'han trobat dents atribuïdes al gènere tan a l'est com Maryland.
Es tractava d'un predador bípede. Com suggereix el seu nom, és especialment conegut per les altes apòfisis espinoses que hi havia a gran part de les seves vèrtebres, que probablement suportaven un pont de músculs que passaven per sobre el coll, l'esquena i el maluc de l'animal. L'acrocantosaure era un dels teròpodes més grans; assolia una mida de 12 metres de llargada, i un pes d'aproximadament 2.400 quilograms. Unes grans petjades de teròpode descobertes a Texas podrien haver estat produïdes per acrocantosaures.